# Рудинський Василь Іванович
Василь Рудинський (25 грудня 1837, слобода Сагуни, Острогозький повіт, Воронізька губернія (Слобідська Україна) — 19 липня 1876, Москва, Російська імперія) — лікар зі Слобідської України, доктор медицини, журналіст. Автор низки наукових праць, колезький радник. Брат Ореста Рудинського.

## Життєпис
Василь Рудинський народився 25 грудня 1837 в старовинній українській слободі Сагуни, Острогозького повіту Воронезької губернії (колишній Острогозький полк). Його батько був настоятелем православної церкви. Середню освіту здобув у Воронезькому духовному училищі та у Воронезькій духовній семінарії, звідки 1856 вступив на медичний факультет Імператорського московського університету, курс якого закінчив 1861 зі званням лікаря.
Після закінчення навчання Василь Рудинський отримав направлення у Перновський гренадерський полк, звідки наступного року переведений молодшим лікарем в московський військовий шпиталь і тут почав готуватися до написання докторської дисертації.
1863 Рудинський надрукував свою першу статтю у «Військово-медичному журналі»: «Про віднімання передпліччя на продовженні кісток з двома лоскутами» . Наступного року у «ВМЖ» з'явилася низка його статей: «Зауваження про каменерозсікання за способом Буханана», «Випадок зрощення м'якого піднебіння з задньою стінкою глотки» та ін. Крім того, того ж 1864 Рудинський видав книгу: "Мала хірургія та вчення про пов'язки, з коротким викладом обов'язків фельдшерів і цирульників 2-го комплекту "(Москва, 1864) .
1866 Рудинський підготував дисертацію: «Огляд сучасно вживаних способів бокового каменерозсікання у чоловіків», яку захищав 28 травня того ж року, і був удостоєний ступеня доктора медицини.

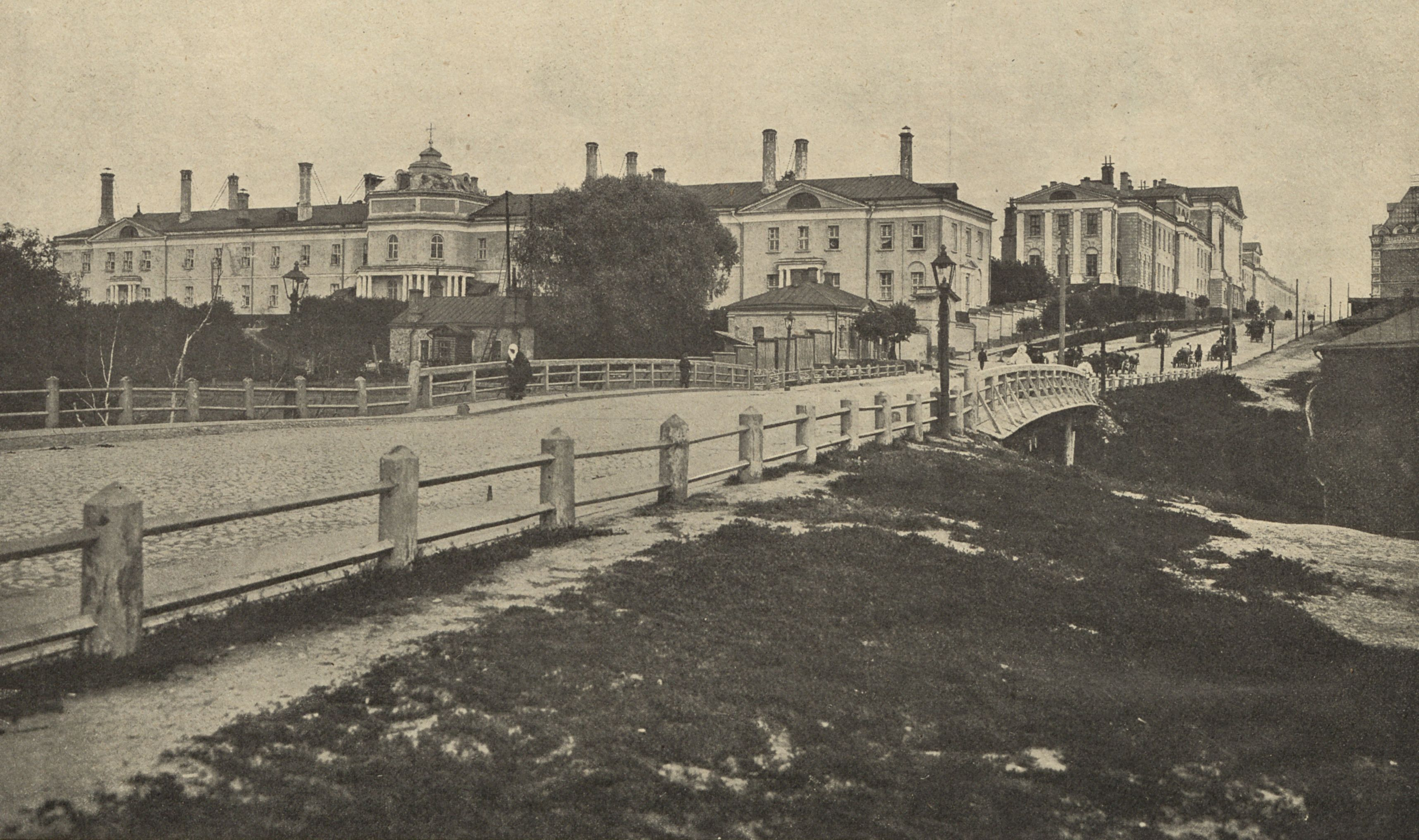
Московський військовий шпиталь до 1917

1867 Василь Рудинський призначений старшим лікарем у гренадерський стрілецький батальйон, але пробув у ньому недовго і 1868 переведений на ту ж посаду в Моршанський 139-й піхотний полк.
15 липня 1873 отримав чин колезького радника.
1873 Рудинський призначений головним лікарем Ярославського військового шпиталю; працюючи на цій посаді, надрукував у «Медичному віснику» своє дослідження: «Обрізання крайньої плоті за способом Віндаля у військовій практиці» і «Трахеотом» .
Незабаром доктор Рудинський відряджений закордон на два роки, з переводом на посаду старшого ординатора Московського військового шпиталю.
Повернувшись з-за кордону, Василь Рудинський захворів і 19 липня 1876 раптово помер, на 39-му році життя.
Служба Василя Рудинського відзначена орденами Святої Анни 3 ступеня (1869) і Святого Станіслава 2-го класу (1873) .